# LOST (第5シーズン)
テレビドラマシリーズ『LOST』の第5シーズンは、アメリカ合衆国ではABC、カナダではAにより2009年1月に放送が始まり、5月13日に2時間の最終回で締め括られた。シーズンでは引き続いてオーシャニック航空815便の生存者たちが中心となり、前シーズンで消えた島に残った人々とそれを救出しようとする者たちが描かれる。
『LOST』の企画・製作総指揮・脚本・ショーランナーのデイモン・リンデロフによると第5シーズンのテーマは「（島を出た人々が）なぜ戻る必要があるのか」である。ABCでは2009年1月21日に3時間枠で総集編と新エピソード2話によりシーズンを開始し、その後は毎週水曜の午後9時に放送された。2009年12月8日にDVD及びBlu-ray Discのセットが『Lost: The Complete Fifth Season – The Journey Back, Expanded Edition』の題で発売された。

## スタッフ
シーズンはバッド・ロボット・プロダクションズはグラス・スカート・プロダクションズが製作し、アメリカ合衆国ではアメリカン・ブロードキャスティング・カンパニーにより放送された。主要撮影はハワイ州、ポストプロダクションはロサンゼルスで行われた。デイモン・リンデロフとカールトン・キューズは引き続いてショーランナーを務める。リンデロフとキューズの他に、J・J・エイブラムス（共同企画者）、ブライアン・バーク、ジャック・ベンダー、エドワード・キッツィス、アダム・ホロウィッツがエグゼクティブ・プロデューサーを務めた。スタッフライターはリンデロフ、キューズ、キッツィス、ホロウィッツ、共同エグゼクティブ・プロデューサーのエリザベス・サーノフ、スーパーバイジング・プロデューサーのポール・ズビゼウスキー、プロデューサーのブライアン・K・ヴォーン、共同プロデューサーのメリンダ・スー・テイラーとカイル・ペニントンが務めた。レギュラー監督は、ベンダー、共同エグゼクティブ・プロデューサーのスティーヴン・ウィリアムズ、ポール・エドワーズが務めた。

## キャスト
主要キャストは14人で、その全てが第4シーズンから継続しての出演者である。ストーリーは2つの異なる時代を描くので、キャストはおおまかに2つのグループに分かれる。1つ目のストーリーでは島を離れたグループが描かれ、生存者のリーダーのジャック・シェパード（マシュー・フォックス）、元逃亡犯のケイト・オースティン（エヴァンジェリン・リリー）、精神を病んだ不幸な億万長者のヒューゴ・"ハーリー"・レイエス（ホルヘ・ガルシア）、元拷問人のサイード・ジャラー（ナヴィーン・アンドリュース）、夫と離れ離れになったサンファ・クォン（キム・ユンジン）、3年間島に住んでいたデズモンド・ヒューム（ヘンリー・イアン・キュージック）、島の先住民グループの「他のものたち」の元リーダーのベン・ライナス（マイケル・エマーソン）により構成される。もう1つのストーリーでは島に残り、第4シーズンの最終回で島を動かしたことにより不規則なタイムトラベルを繰り返すグループが描かれ、墜落事故の生存者で詐欺師のジェームズ・"ソーヤー"・フォード（ジョシュ・ホロウェイ）、元「他のもの」で不妊治療医のジュリエット・バーク（エリザベス・ミッチェル）、墜落事故生存者でサンの夫であり、貨物船の爆発から生き延びたジンスー・クォン（ダニエル・デイ・キム）、貨物船の科学チームのメンバーである霊媒師のマイルズ・ストローメ（ケン・レオン）、文化人類学者のシャーロット・ルイス（レベッカ・メイダー）、物理学者のダニエル・ファラデー（ジェレミー・デイビス）で構成される。両方のストーリーに関与する唯一のメインキャラクターは、第4シーズンの最後に他のものたちの新しいリーダーとなった墜落事故生存者のジョン・ロック（テリー・オクィン）である。彼は最初の時間移動の後に墜落事故生存者のグループに合流し、島を離れて死亡し、島を出た者たちを自身の遺体と共に連れ戻す。シャーロットはシーズン第5話、ファラデーはシーズン第14話（通算第100話）を以て退場となる。
第4シーズンのレギュラーキャラクターのうち、死んだはずの父を追ってジャングルで行方不明となり、その後ジェイコブのキャビンで目撃されたクレア・リトルトン（エミリー・デ・レイヴィン）、貨物船の爆発で死亡したマイケル・ドーソン（ハロルド・ペリノー）は今シーズンには登場しない。エミリー・デ・レイヴィンは第6シーズンでレギュラーキャストに復帰する。第1シーズンでレギュラーキャストだったマルコム・デヴィッド・ケリーは今シーズンで再びマイケルの息子のウォルト・ロイド役でゲスト出演した。第2シーズンでメインキャストだったミシェル・ロドリゲスも故人のアナ・ルシア・コルテス役でゲスト出演した。
過去のゲスト出演者も今シーズンで多数再出演する。ネスター・カーボネルは不老のリチャード・アルパート役（計9話）、チーチ・マリンはハーリーの父のデヴィッド・レイエス役、フランソワ・チャウはダーマ・イニシアティブの科学者のピエール・チャン博士役、ランス・レディックは謎の男のマシュー・アバドン役、ソーニャ・ヴァルゲルはデズモンドの妻のペニー・ウィドモア役、ウィリアム・メイポーザーは死んだ他のもののイーサン・ロム役、ジェフ・フェイヒーはパイロットのフランク・ラピーダス役、L・スコット・コードウェルとサム・アンダーソンはローズとバーナード・ナドラー夫妻役を再び務めた。アラン・デイルはチャールズ・ウィドモア、ジョン・テリーはクリスチャン・シェパード役を再演した。メリッサ・ファーマンは若年期のダニエル・ルソーを演じた。現代のルソーを演じていたミラ・ファーランは撮影のためにハワイを行き来するのを拒否したために降板した。タニア・レイモンドはルソーの娘のアレックスを演じた。フィオヌラ・フラナガンはエロイーズ・ホーキングを演じた。パトリック・フィッシュラーはダーマ・イニシアティブのメンバーのフィルを演じた。ブラッド・ウィリアム・ヘンケはアジラ316便の生存者のブラムを演じた。スターリング・ボーマンは若年期のベンを演じた。マーシャ・トマソンはナオミ・ドリットを演じた。またウォルトのペットのヴィンセントも再登場する。製作者たちはシリーズ終盤までヴィンセントが生き残ることを明かした。
シーズンではまた新たなリカーリングキャラクターが登場する。シーズン初回では、チャン博士の妻でマイルズの母のララをレスリー・イシイ、ケイトとアーロンに検査を求めたダン・ノートンをトム・アーウィンが演じた。サイード・タグマウイはシーザー、ズレイカ・ロビンソンはイラーナを演じ、それぞれシーズン第6話「316」で初登場した。イラーナは第6シーズンでメインキャラクターに昇格する。レイコ・エイルスワースは1970年代に島で研究していたダーマ・イニシアティブのエイミー役で計3話出演した。エリック・ラングはダーマ・イニシアティブのラジンスキー役で計7話出演した。シーズン最終回では2人のリカーリングキャラクターが新登場する。他のものたちのリーダーであるがこれまで姿を見せなかったジェイコブをマーク・ペルグリノ、名称不明の彼の敵をタイタス・ウェリヴァーが演じた。モビソード『LOST: Missing Pieces』でニール・フローグルトを演じたショーン・ウェーレンは、今シーズンで同役で計2話出演した。

## 評価
第5シーズンはMetacriticでは17件の批評家レビューで加重平均値は78/100となった。第5シーズンでも視聴率は低下を続け、シーズン初回2時間の1137万人も本シリーズ初回として最低であった。シーズン全体では平均1105万人を獲得した。
プライムタイム・エミー賞にはドラマ作品賞を含む5部門にノミネートされた。シーズン最終回「The Incident」によりカールトン・キューズとデイモン・リンデロフはドラマシリーズ脚本賞にノミネートされた。マイケル・エマーソンはドラマシリーズ助演男優賞にノミネートされた。他にドラマシリーズ・シングルカメラ作品編集賞、1時間コメディ・ドラマシリーズ音響賞にノミネートされた。唯一の受賞を果たしたエマーソンは3年連続のノミネートでもあった。エマーソンはまた第67回ゴールデングローブ賞でテレビ助演男優賞にノミネートされた。

## エピソード
シーズン第1話の前には前4シーズンをまとめた総集編「Lost: Destiny Calls」が放送された。2本目の総集編「Lost: The Story of the Oceanic 6」はシーズン第14話で通算100話の前週となる2009年4月22日に放送された。3本目の「Lost: A Journey in Time」はシーズン最終回前の2009年5月13日に放送された。
| № | #     | タイトル                                                              | 監督                       | 脚本                                                | 特集 キャラクター | 放送日        | 合衆国 視聴者数 （百万人） |
| --- | ----- | --------------------------------------------------------------------- | -------------------------- | --------------------------------------------------- | ----------------- | ------------- | -------------------------- |
| 87 | 1     | "責めを負う者" "Because You Left"                                     | スティーヴン・ウィリアムズ | デイモン・リンデロフ & カールトン・キューズ         | 無し              | 2009年1月21日 | 11.66                      |
| 島が動いた後、残った生存者たちは不規則な時間移動現象に巻き込まれ始める。ジャックとベンはオーシャニック6を再会させるために行動に移す。ハーリーとサイードは、その隠れ家で待ち伏せされる。ケイトとアーロンは弁護士から検査を受けるように命じられた後、家から逃げる。サンはウィドモアと会い、ベン殺害の話を持ちかける。 |       |                                                                       |                            |                                                     |                   |               |                            |
| 88 | 2     | "嘘" "The Lie"                                                        | ジャック・ベンダー         | エドワード・キッツィス & アダム・ホロウィッツ       | ハーリー          | 2009年1月21日 | 11.08                      |
| ハーリーとサイードは警察から追われる。ハーリーはオーシャニック6の嘘を母に告白する。島の生存者は、武装した男たちに襲われる。ベンはオーシャニック6を島にそれらを戻すには残り70時間しか猶予がないことを知る。 |       |                                                                       |                            |                                                     |                   |               |                            |
| 89 | 3     | "ジャグヘッド" "Jughead"                                              | ロッド・ホルコム           | エリザベス・サーノフ & ポール・ズビゼウスキー       | デズモンド        | 2009年1月28日 | 11.07                      |
| デズモンドはダニエルファラデーの母親を探しに行き、チャールズ・ウィドモアから彼女はロサンゼルスに居ると知る。島の生存者たちは1954年に飛び、ロックは自分が未来から来たことを当時のリチャードに話し、またファラデーは水素爆弾の解体を手伝わされる。 |       |                                                                       |                            |                                                     |                   |               |                            |
| 90 | 4     | "リトル・プリンス" "The Little Prince"                                | スティーヴン・ウィリアムズ | ブライアン・K・ヴォーン & メリンダ・スー・テイラー  | ケイト            | 2009年2月4日  | 10.98                      |
| オーキッド・ステーションに向かう途中、島の生存者たちはアーロンが生まれた日に移動し、一方ジンは1988年でダニエル・ルソーの科学チームによって発見される。 2007年では、ジャック、ケイト、サイードはベンと会い、ケイトは自分とアーロンに弁護士を送り込んだのがベンであると知る。 |       |                                                                       |                            |                                                     |                   |               |                            |
| 91 | 5     | "死の島" "This Place Is Death"                                        | ポール・エドワーズ         | エドワード・キッツィス & アダム・ホロウィッツ       | サン & ジン       | 2009年2月11日 | 9.77                       |
| 1988年では、ジンとルソーのチームはラジオ塔へ向かう途中に煙のモンスターに襲われる。その後ジンはロックたちと再会する。シャーロットは死ぬ前に、島で育ったことを告白する。ジョン・ロックは冷凍室でホイールを回し、島を離れる。島外は、ベンがジャックとサンをファラデーの母親のエロイーズ・ホーキングのもとへ連れて行き、同時にデズモンドも現れる。 |       |                                                                       |                            |                                                     |                   |               |                            |
| 92 | 6     | "316" "316"                                                           | スティーヴン・ウィリアムズ | デイモン・リンデロフ & カールトン・キューズ         | ジャック          | 2009年2月18日 | 11.27                      |
| エロイーズ・ホーキングは、島に戻る方法を伝える。ジャック、ケイト、ハーリー、サン、サイード、ベンはフランク・ラピーダスが操縦するアジラ航空316便にロックの遺体と共に乗る。飛行機がフラッシュに包まれた後、ジャック、ケイトとハーリーは島でジンに発見される。 |       |                                                                       |                            |                                                     |                   |               |                            |
| 93 | 7     | "ジェレミー・ベンサムの生と死" "The Life and Death of Jeremy Bentham" | ジャック・ベンダー         | カールトン・キューズ & デイモン・リンデロフ         | ロック            | 2009年2月25日 | 9.82                       |
| 島に316便が墜落し後に突如蘇ったロックは他の生存者によって質問され、その後負傷したベンを見つける。 フラッシュバックでは、ロックはオーシャニック6を連れ戻すために島を離れ、チャールズ・ウィドモアとマシュー・アバドンの協力を受けて彼らに会いに行き、その後ベンに殺される。 |       |                                                                       |                            |                                                     |                   |               |                            |
| 94 | 8     | "ラフルア" "LaFleur"                                                  | マーク・ゴールドマン       | エリザベス・サーノフ & カイル・ペニントン           | ソーヤー          | 2009年3月4日  | 10.61                      |
| 時間移動現象の終了後、島の生存者たちは1974年に取り残される。彼らは他のものたちからダーマ・イニシアティヴのメンバーのエイミーを救出した後、ダーマに加わる。3年間一緒に暮らした後、ジュリエットはエイミーの出産を手伝い、またソーヤーとジュリエットは恋愛関係となる。そしてジャック、ケイト、ハーリーと再会する。 |       |                                                                       |                            |                                                     |                   |               |                            |
| 95 | 9     | "ナマステ" "Namaste"                                                  | ジャック・ベンダー         | ポール・ズビゼウスキー & ブライアン・K・ヴォーン    | 無し              | 2009年3月18日 | 9.08                       |
| 1977年、ソーヤーはジャック、ケイトとハーリーがダーマ・イニシアティヴに入るように手配する。サイードはジンによって発見されるが、ダーマ関係者によって他のものたちであると誤解されて投獄される。2007年、316便の墜落後にサンとフランクはクリスチャン・シェパードから他の生存者が過去に取り残されていることを知る。 |       |                                                                       |                            |                                                     |                   |               |                            |
| 96 | 10    | "理由" "He's Our You"                                                 | グレッグ・ヤイタネス       | エドワード・キッツィス & アダム・ホロウィッツ       | サイード          | 2009年3月25日 | 8.82                       |
| 1977年、サイードはソーヤーと協力せず、ダーマ・イニシアティヴは投票によりサイードの処刑を決定する。サイードは他のものたちの仲間になりたがっていた当時12歳のベンによって解放される。だがサイードはベンを撃つ。フラッシュバックでは、サイードは賞金稼ぎのイラーナに捕まり、グアムに連行される。 |       |                                                                       |                            |                                                     |                   |               |                            |
| 97 | 11    | "未だ見ぬ過去" "Whatever Happened, Happened"                          | ボビー・ロス               | カールトン・キューズ & デイモン・リンデロフ         | ケイト            | 2009年4月1日  | 9.35                       |
| ジュリエットはベンの銃創を治療することができず、そしてジャックは協力を拒否する。ケイトはベンを治療させるために他のものたちに会う。リチャードはベンを治せるが、それにより彼は純真さが失われると説明する。フラッシュバックでは、ケイトはアーロンをクレアの母に預け、島に戻る決心をする。 |       |                                                                       |                            |                                                     |                   |               |                            |
| 98 | 12    | "島の裁き" "Dead Is Dead"                                             | スティーヴン・ウィリアムズ | ブライアン・K・ヴォーン & エリザベス・サーノフ      | ベン              | 2009年4月8日  | 8.29                       |
| 2007年では、ベンはアレックスを死なせた罪を煙のモンスターに裁いてもらうために島にベンと共に本島へ移る。一方、フランクはハイドラ島に戻るが316便の生存者に捕まる。2つのフラッシュバックでは、1980年代後半にアレックスを誘拐するベンと2007年に316便に搭乗する前にペニーとデズモンドと会うベンが描かれる。 |       |                                                                       |                            |                                                     |                   |               |                            |
| 99 | 13    | "父という存在" "Some Like It Hoth"                                    | ジャック・ベンダー         | メリンダ・スー・テイラー & グレゴリー・ネーションズ | マイルズ          | 2009年4月15日 | 9.23                       |
| 1977年では、ベンの父のロジャーはベンの失踪に気付き、ケイトを疑い始める。マイルズはスワン・ステーションの建設現場から彼の父のチャン博士のもとへ遺体を運ぶ仕事を与えられる。フラッシュバックでは、マイルズは死者と会話する能力を知り、そして貨物船に乗って島へ行くために雇われる。 |       |                                                                       |                            |                                                     |                   |               |                            |
| 100 | 14    | "変数" "The Variable"                                                 | ポール・エドワーズ         | エドワード・キッツィス & アダム・ホロウィッツ       | ファラデー        | 2009年4月29日 | 9.04                       |
| 1977年、ダニエル・ファラデーはスワン・ステーションで起こる大惨事を住民に警告するために島に戻る。ジャック、ケイト、ダニエルはダーマ・イニシアティブとの銃撃戦を開始し、ソーヤーとジュリエットは捕まる。ダニエルはスワン・ステーションでの「事件」と同時に水素爆弾を爆発させることで未来を変えようとする。だが彼は爆弾の在り処を調べるために他のものたちと接触した際に、この時代に居た母親から背中を撃たれ、命を落とす。フラッシュバックでは、ダニエルとその両親のエロイーズ・ホーキングとチャールズ・ウィドモアの関係が示される。    |       |                                                                       |                            |                                                     |                   |               |                            |
| 101 | 15    | "リーダー" "Follow the Leader"                                        | スティーヴン・ウィリアムズ | ポール・ズビゼウスキー & エリザベス・サーノフ       | 無し              | 2009年5月6日  | 8.70                       |
| 1977年、ジャックはファラデーのアドバイスに従って水素爆弾を爆発させることを決意するが、ケイトは同意しない。チャン博士は島民を避難させるように説得し、ソーヤー、ジュリエット、ケイトは脱出用の潜水艦に搭乗する。2007年では、ロックはリチャードと他のものたちと合流し、ジェイコブを殺すために出発する。 |       |                                                                       |                            |                                                     |                   |               |                            |
| 102–103 | 16–17 | "ジェイコブ / 運命の午後" "The Incident"                              | ジャック・ベンダー         | デイモン・リンデロフ & カールトン・キューズ         | ジェイコブ        | 2009年5月13日 | 9.43                       |
| フラッシュバックでは、島で殺害される前にメインキャラクター達に会っていたジェイコブが描かれる。 2007年では、ロックと他のものたちはジェイコブが住んでいる爪先の像に到着する。像の中でロックはベンをけしかけてジェイコブを殺害させる。一方像の外ではイラーナたちが他のものたちと合流し、運んできた箱からロックの遺体を出し、像の中に入っているロックが偽物であることを示す。1977年では、ジャックたちはスワン・ステーションの建設現場に乗り込み、穴に落下して大怪我を負ったジュリエットが核爆弾を爆発させ、シーズン最終回が幕を閉じる。 |       |                                                                       |                            |                                                     |                   |               |                            |

## ホームメディア発売
リージョン1のDVD及びBlu-rayボックスセットは2009年12月8日に発売された。
| Lost: The Complete Fifth Season – The Journey Back, Expanded Edition |                       |                |                |                |                |
| 発売日                                                               |                       |                |                |                |                |
| アメリカ合衆国 カナダ                                                | アメリカ合衆国 カナダ | オーストラリア | オーストラリア | イギリス       | イギリス       |
| 2009年12月8日                                                        | 2009年12月8日         | 2009年10月21日 | 2009年10月21日 | 2009年10月26日 | 2009年10月26日 |